# Campanula grossekii
Campanula grossekii is een 60-90 cm (soms tot 150 cm) hoge overblijvend kruid uit de klokjesfamilie (Campanulaceae).
De rechtomhooggaande stengels zijn behaard. Ook de hartvormige, getande bladeren en de bloemen zijn behaard. 
De bloeiperiode loopt van juli tot in september. De bloemen zijn violet tot paars.
De plant komt van nature voor in Oost-Europa, voornamelijk in Roemenië en Bulgarije.
Ze komt daar voor in habitats die in het Engels 'Moesian lilac thickets' genoemd worden, bestaande uit hoge struiken op heuvels en aan de voet van bergen.

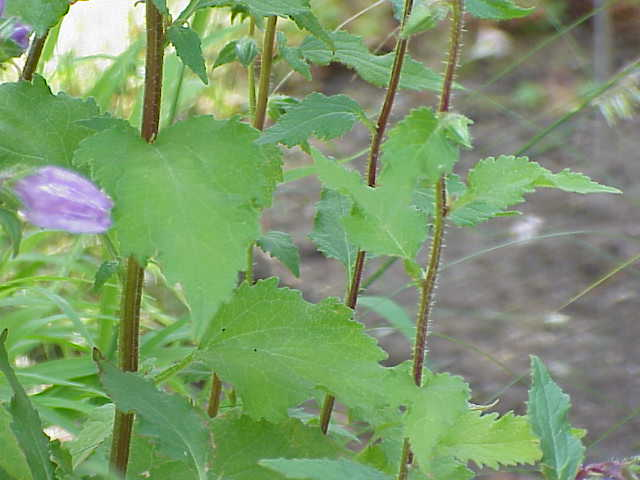
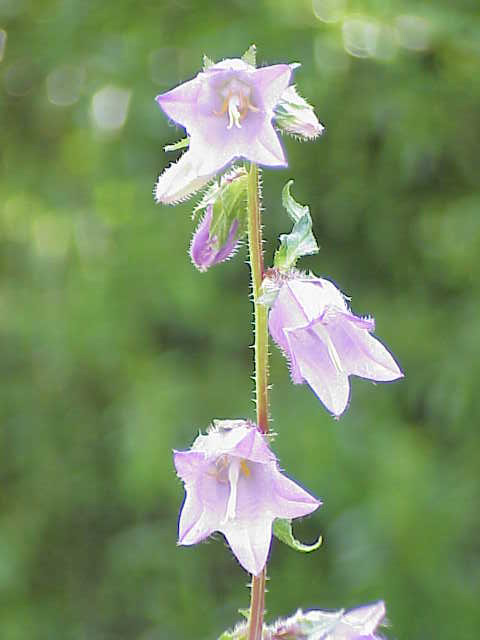

... · 
C. alliariifolia · 
C. alpestris (Allioni's klokje) · 
C. alpina · 
C. americana · 
C. arvatica · 
C. barbata · 
C. baumgartenii · 
C. carpatica (Karpatenklokje) · 
C. cervicaria (Ruw klokje) · 
C. cespitosa · 
C. cochleariifolia · 
C. exigua · 
C. garganica · 
C. glomerata (Kluwenklokje) · 
C. grossekii · 
C. lasiocarpa · 
C. latifolia (Breed klokje) · 
C. medium (Mariëtteklokje) · 
C. patula (Weideklokje) · 
C. persicifolia (Prachtklokje) · 
C. portenschlagiana (Dalmatiëklokje) · 
C. poscharskyana (Kruipklokje) · 
C. pulla · 
C. punctata · 
C. pyramidalis (Piramideklokje) · 
C. rapunculoides (Akkerklokje) · 
C. rapunculus (Rapunzelklokje) · 
C. rhomboidalis (Bergklokje) · 
C. rotundifolia (Grasklokje) · 
C. sarmatica · 
C. scheuchzeri · 
C. sibirica · 
C. spicata · 
C. takesimana · 
C. thyrsoides · 
C. trachelium (Ruig klokje) · 
C. zoysii · 
...